# Lusia
Lusia (velenceiül Lùxia település Olaszországban, Veneto régióban, Rovigo megyében. Lakosainak száma 3309 fő (2023. január 1.). Lusia Lendinara, Sant’Urbano, Barbona, Rovigo és Villanova del Ghebbo községekkel határos.

## Népesség
A település lakossága az elmúlt években az alábbi módon változott:
| Lakosok száma | 3477 | 3429 | 3309 |
|               | 2017 | 2018 | 2023 |